# Castelnuovo Cilento
Castelnuovo Cilento là một đô thị (comune) thuộc tỉnh Salerno trong vùng Campania của Ý. Castelnuovo Cilento có diện tích 18 km2, dân số là 2251 người (thời điểm ngày).